# Hubwerk
Als Hubwerk werden unterschiedliche Antriebs- und Übertragungseinrichtungen bezeichnet, die zum Heben oder Anheben einer Last oder eines Bauteils dienen. Die Bezeichnung kommt unter anderem beispielsweise für die Hebeeinrichtung von Schaufelradbaggern oder den Hammer-Anhebeantrieb für Glockenspiele vor.

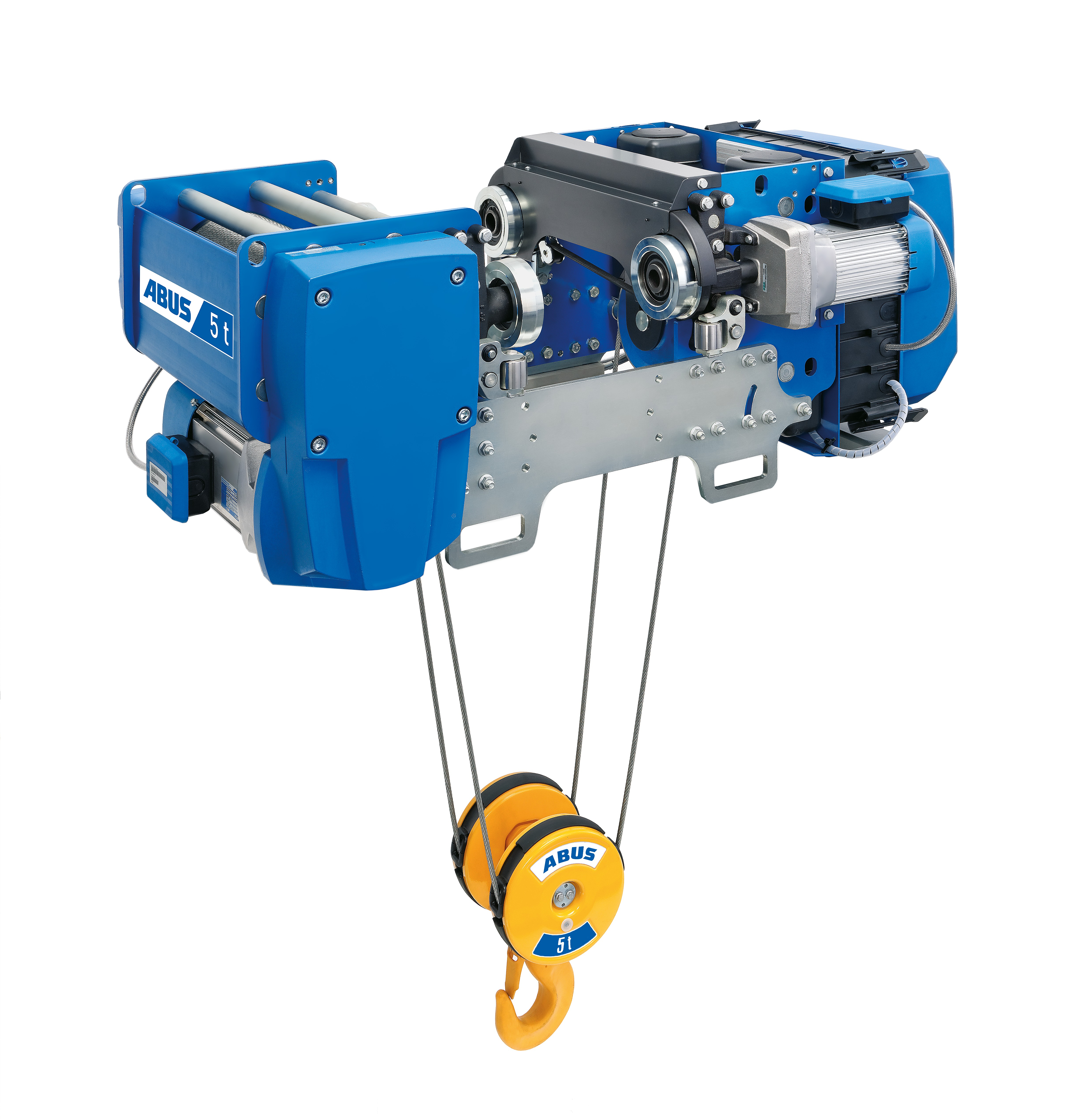
Hubwerk, kombiniert zu einem modularen Elektroseilzug. Links sind Hubmotor und -getriebe zu sehen, mittig Seil und Seilrollen sowie Bestandteile des Seilzugs, die nicht zum Hubwerk gehören wie die Laufräder.

Spezieller ist die Bezeichnung Hubwerk in Zusammenhang mit Kranen. Hier steht sie für die Gesamtheit an Teilen, die direkt für das Anheben der Last mittels Seil oder Kette genutzt werden, die direkt der Belastung durch die angehobene Last ausgesetzt sind, etwa Rollen, Antriebe, Seil oder Kette, Haken und ähnliches. Die wesentlichen Bestandteile eines Hubwerks eines beispielhaften Brückenkrans mit einem Seil sind:
- Elektromotor als Hubantrieb inkl. Bremse
- Hubgetriebe
- Seiltrommel
- Seil
- Seilrolle
- Unterflasche
- Lasthaken

Wird das Hubwerk mit weiteren Komponenten, zum Beispiel zum horizontalen Verfahren der Last entlang eines Trägers kombiniert, ergibt dies einen Elektroseilzug oder einen modularen Seilzug. Selbständige Hubwerke hingegen sind: Flaschenzüge und Seilwinden.
Ein Hubwerk kann mechanisch, elektrisch, hydraulisch oder pneumatisch betrieben werden. Der Elektroseilzug gehört zu den elektrisch betriebenen Hubwerken. Dabei wird das Handling maßgeblich von der Wahl des Elektromotors beeinflusst. Ein polumschaltbarer Motor hebt Lasten mit zwei Geschwindigkeiten. Ein Antrieb mit Frequenzumrichter passt die Geschwindigkeit stufenlos an. Dadurch lassen sich Lasten präziser und schneller positionieren, etwa schnell anfahren und vorsichtig absetzen.